# Taylor Negron
Pour les articles homonymes, voir Négron (homonymie).
Brad Taylor Negron (né le 1er août 1957 à Glendale (Californie), et mort le 10 janvier 2015) est un acteur américain qui a fait de nombreuses apparitions dans des comédies des années 1980 au cinéma et à la télévision.

## Biographie
Negron était le fils de Conrad Negron, Sr., maire de Indian Wells, en Californie. Son cousin germain était Chuck Negron, chanteur du groupe Three Dog Night. Il grandit à Pasadena. Il est descendant d'une famille portoricaine, juive, et italienne.
Il est décédé le 10 janvier 2015 des suites d'un cancer du foie.

## Filmographie

### Cinéma
- 1982 : Docteurs in love : Dr Phil Burns
- 1982 : Ça chauffe au lycée Ridgemont (Fast times at Ridgemont High) : Un pizzaiolo
- 1982 : Rocket to Stardom : Bill
- 1983 : Easy Money : Julio
- 1985 : Gagner ou Mourir (Better Off Dead) : Le facteur
- 1985 : Bad Medicine : Pepe
- 1986 : One Crazy Summer : Taylor
- 1986 : Les Whoopee Boys (The Whoopee Boys) : Whitey
- 1986 : Le Fleuve de la mort (River's Edge) : Checker
- 1988 : Le Mot de la fin (Punchline) : Albert Emperato
- 1989 : Comment devenir beau, riche et célèbre (How I Got Into College) : Le facteur
- 1991 : Tribunal fantôme (Nothing But Trouble) : Fausto Squiriniszu
- 1991 : Le Dernier Samaritain (The Last Boy Scout) : Milo
- 1993 : Mr. Jones : Jeffrey
- 1994 : Une équipe aux anges (Angels in the Outfield) : David Montagne
- 1994 : Inevitable Grace : M. Lacon
- 1996 : Bio-Dome : Russell
- 1996 : Agent zéro zéro (Spy Hard) de Rick Friedberg : Un peintre
- 1997 : Walking to Waldheim : Ralph Goldblatt
- 1997 : Courting Courtney : Dr Scott Phelps
- 1998 : Chairman of the Board : M. Withermayer
- 1998 : A Kid in Aladdin's Palace : Genie
- 1998 : The Thin Pink Line : Stewart Sterling
- 1999 : Can't Stop Dancing : Roman
- 1999 : This Space Between Us : Joshua Wilde
- 1999 : Every Dog Has Its Day : Sully
- 1999 : Stuart Little : Un vendeur
- 2000 : Mafia parano (Gun Shy) : Cheemo
- 2000 : Rebel Yell : Un manager
- 2000 : Les Pierrafeu à Rock Vegas (The Flintstones in  Viva Las Vegas) : Gazaam & Gazing
- 2000 : Civility : Bernard Tate
- 2000 : Cercle fermé (The In Crowd) : Luis
- 2000 : Loser : Un photographe
- 2001 : Fluffer : Tony Brooks
- 2001 : Lloyd : M. Weid
- 2002 : Treading Water : L'écrivain
- 2002 : Duty Dating : Le prêcheur
- 2003 : Pauly Shore est mort (Pauly Shore Is Dead) : Le juge des célébrités
- 2003 : My Dinner with Jimi : Le psychiatre
- 2004 : Le Singe Funky (Funky Monkey) : Flick
- 2005 : Death to the Supermodels : Gunther
- 2006 : The Enigma with a Stigma : Steve Davis
- 2006 : Surf Academy (Surf School) : Boris
- 2006 : Pledge This : Professeur Milchik
- 2007 : Three Days to Vegas : Antoine
- 2007 : Entry Level : Charlie
- 2008 : Channels : Niles
- 2008 : The Gold Lunch : Le juge
- 2009 : Lock and Roll Forever : Marty Post
- 2009 : Super Capers : Un chauffeur
- 2009 : The Deported : Un prêtre
- 2009 : Stuntmen : Gio Supreme
- 2009 : Scream of the Bikini : Un portier
- 2009 : Danny la terreur (The No Sit List) : Mr. Willoughsbag
- 2010 : La Ballade de Crazy Joe (Shoot the Hero) : Douglas
- 2010 : Evil Shrink : Dr Bane
- 2010 : The Braveheart Musical: For England : Le roi Edward I Longshanks
- 2011 : Santorini Blue : Jimmy le portier
- 2011 : Les Terres de Wendy (The Chateau Meroux) : François
- 2011 : Freight : Robert
- 2013 : Unlimited : Dan Mercuri

### Télévision
- 1979 : The Last Resort (en) (série télévisée) : Armando
- 1979 : Détective School (série télévisée) : Silvio Galindez
- 1981 : Freedom (téléfilm) : Brett
- 1985 : Capitaine Furillo (Hill Street Blues) (série télévisée) : Tommy Rodriguez
- 1987 : Les Aventures de Beans Baxter (The New Adventures of Beans Baxter) (série télévisée) : Mr. Thornton
- 1988 et 1990 : Falcon Crest (série télévisée) : Roger MacDonald / Wendell
- 1989 : Anything But Love (série télévisée) : Anthony Amore
- 1990 : Dream On (série télévisée) : Un serveur
- 1990 : Le Prince de Bel-Air (The Fresh Prince of Bel-Air) (série télévisée) : Vic
- 1992 : Frannie's Turn (en) (série télévisée) : Armando
- 1993 : Seinfeld (série télévisée) : Un coiffeur
- 1993 : Le Monde de Dave (Dave's World) (série télévisée) : Un vendeur
- 1994 : Une maman formidable (Grace Under Fire) (série télévisée) : Lester
- 1995 : Un vendredi de folie (Freaky Friday) (téléfilm) : Cary
- 1995 : Hope & Gloria (série télévisée) : Gwillem
- 1995 : Mr Stitch (série télévisée) : Dr Al Jacobs
- 1996 : Clueless (série télévisée) : Umberto José
- 1996 : La Vie à cinq (Party of Five) (série télévisée) : Dr Blalock
- 1996 : Les Anges du bonheur (Touched by an Angel) (série télévisée) : Chuck
- 1997 : Le Caméléon (The Pretender) (série télévisée) : Max Vargas
- 1997 : Arsenio (série télévisée) : Guy
- 1997 : The Practice (série télévisée) : Mr. Walters
- 1997 : Le Petit Malin (Smart Guy) (série télévisée) : Mr. Bringleman
- 1997 : Urgences (ER) (série télévisée) : Mr. Prole
- 1997 : Friends (série télévisée) : Allesandro (Saison 4, Episode 9)
- 1998 : Jenny (série télévisée) : Un poissonnier
- 1998 : You Wish (série télévisée) : Javelhexesplix
- 1998 : You Lucky Dog (téléfilm) : Reuben Windsor
- 1998 : Nash Bridges (série télévisée) : Seth Wiley
- 1998 - 2000 : The Hughleys (série télévisée) : Chuck Ballard
- 1999 : Good Versus Evil (G vs E) (série télévisée) : Roddy Abrams
- 2001 : Special Unit 2 (série télévisée) : Harold le Sphinx
- 2001 : Appelez-moi le Père Noël ! (Call Me Claus) (téléfilm) : Ralph
- 2001 - 2002 : Totalement jumelles (So Little Time) (série télévisée) : Manuelo Del Valle
- 2004 : Ma famille d'abord (My Wife and Kids) (série télévisée) : Stevie
- 2005 : Phénomène Raven (That's So Raven) (série télévisée) : Frank
- 2007 : Legion of Super Heroes (série télévisée) : Starfinger (Voix)
- 2007 : Reno 911, n'appelez pas ! (série télévisée) : Hector
- 2007 : Zoé (série télévisée) : Mr. Billiam
- 2007 : Larry et son nombril (Curb Your Enthusiasm) (série télévisée) : Le serveur
- 2007 : Les Sorciers de Waverly Place (Wizards of Waverly Place) (série télévisée) : Un vendeur de dragon
- 2008 : Secret of a Hollywood Nurse (téléfilm) : Le petit ami de Marla
- 2009 : Til Death (série télévisée) : L'employé de bureau
- 2010 : Everyone Counts (série télévisée) : Niles